# Randaberg
Randaberg és un municipi situat al comtat de Rogaland, Noruega. Té 10,737 habitants (2016) i la seva superfície és de 24.71 km². El centre administratiu del municipi és el poble homònim.